# 過誤記憶
過誤記憶（かごきおく）とは、英語の概念「False Memory」を指す日本語訳の一つ。

## 概要
過誤記憶は、同じFalse Memoryを指す訳語である「虚偽記憶」に対し、過去のエピソードを叙述するクライエントに悪意がなく、単に「誤った記憶を述べてしまう」とした語義持つ。
この特徴の発生については本項「日本への紹介と影響」にて詳述する。

## 背景

### 20世紀前半における序章
精神分析の創成期にフロイトは、ヒステリー患者の心的現実（mental reality）に着目したが、やがて近親姦の記憶などを訴えるクライエントが彼の予想をはるかに上回って増えてきたために、「こんなに近親姦が多いわけがない」とフロイトの中で理論の撤退が起こり、かつて彼が心的現実と呼んだものは幻想（fantasy）へと変化していった。
そのような中でジャネの心的外傷に関する研究は続いたものの、1930年代は精神医学界では外傷概念に対する否認の時代であった。そのため、フロイトの継承者を自認するラカンなども、1930年代に彼の理論の土台を築いたために、外傷という概念を彼の理論体系のなかに組み込まなかった。

### 20世紀後半における再燃
このプロセスと似たようなことが、1980年代以降のアメリカにおいて繰り返される。
家庭内暴力や近親姦の被害を訴えるクライエントたちに、一部のカウンセラーがアミタールなどの催眠系薬物を使用する催眠療法である回復記憶療法（RMT:Recovered Memory Therapy）を用いて、無意識の中から抑圧された記憶（Repressed Memory）を引き出し、意識の上に回復された記憶（Recovered Memory）として置きなおすことによって諸症状を治療しようと試みた。
1988年、エレン・バスとローラ・デイビスの共著『The Courage to Heal』（邦題『生きる勇気と癒す力』）のなかで、女性の原因不明の鬱は幼少期に受けた性的虐待の記憶を抑圧しているからである可能性が高いから、虐待されたと感じているなら虐待されていると主張するべきである、ということが述べられた。
これが発端となって、アメリカでは多くの女性クライエントが、引き出された記憶をもとに、加害者である家族（近親姦をおこなった父など）を被告に相手どって法廷闘争をくりひろげるようになる。『Trauma and Recovery』（邦題『心的外傷と回復』）の著者として名高い精神科医ジュディス・ハーマン（Judith Herman）なども原告側の立場に立ったが、司法の場は彼女たちに冷たいとあるていど予見していた。このあたりの経緯に関しては「虚偽記憶の歴史」に詳しい。
これに対して被告側の弁護に立った認知心理学者エリザベス・ロフタス（Elizabeth Loftus）が、「ショッピングモールの迷子」という実験をおこない、クライエントの訴える近親姦の記憶は、セラピストやカウンセラーが捏造した事件をクライエントに植え込んだものであると主張し、原告たちの一連の訴えを偽記憶症候群（にせきおくしょうこうぐん:FMS:False Memory Syndrome）と名づけた。
また、虐待加害者として訴えられた親たちも、このロフタスと連動して、症候群の名前に基づいて1992年、偽記憶症候群財団（FMSF:False Memory Syndrome Foundation）を設立し、財源的にも裁判を有利に闘っていく態勢をととのえた。

### ロフタスの実験
実験「ショッピングモールの迷子」とは、成人の被験者に対して、家族から聞いたほんとうのエピソード3つに、子どもの頃ショッピングモールで迷子になったという虚偽のエピソードを1つ加えて、被験者がその4つともほんとうの話だと思い込むようになるかどうかを試すものである。
その結果、成人である被験者の4分の1が、植え込まれた記憶もほんとうの自分の体験だと思い込んでいることを示した。しかも、偽りであるはずの記憶は非常に詳細であり、のちにこれが偽りであった事を知らされた被験者たちは皆驚いたという。
この実験に基づいて、家族という密室で起こった虐待などの犯罪を、司法の場で追及しようとした原告たちは敗訴し、原告たちから抑圧された記憶を引き出したセラピストやカウンセラーは莫大な賠償金を払わされることになった。また、これによって回復記憶療法も用いられなくなり、2000年までに完全に行なわれなくなってしまった。
このことを、精神医学の権力への敗退と後退だとして嘆く関係者は多い。

### 過誤記憶裁判後の批判
ロフタスの実験の素材は、家庭内虐待や近親姦といった外傷性をまったく帯びていないエピソード（ショッピングモールでの迷子という、いわば「のどかな」日常的なエピソード）であった。また、その実験結果も裏返せば、4分の3の被験者はそれが自分の体験ではないと判別できたということを物語っている。このため、FSMF＝ロフタス側は裁判では勝ったものの、ロフタスの実験の妥当性を疑問視する声が多く起こった。
臨床的記憶の専門家ハーベイなどからも綿密な反論が発表され、FSMF側の勝訴は自分たちの虐待を金の力と屁理屈で封じ込めるなど人間的に許しがたい行為であるとして激しい論争が巻き起こった。これを記憶戦争またはメモリー・ウォー（Memory War）という。

### 日本への紹介と影響
上記のようにアメリカでは、まず家庭内近親姦や性的虐待などの犠牲者（もしくは犠牲者を名乗る人）が原告となって、加害者（もしくは加害者とされる人）を被告として相手どり、裁判に訴えたところ、「虚偽記憶」という概念が提唱されて、それを通して原告の訴えが却下されていったわけである。
ところが、日本においては、そのような犠牲者が実際に裁判に訴えることができる社会的土壌が、まだ全く整っていなかった1990年代に、いちはやくその対抗概念ともいうべき「虚偽記憶」や「FMS」といった概念だけがマスメディアによって紹介され、時間的な順序を逆にして一般に浸透してしまった。
このことは、ひいては日本における、家庭という密室における本当の犠牲者が、ただでさえ日本人の性格からすれば公にするのに怖気づくものを、アメリカのように法廷で訴えていくという勇気を著しくそいでしまう結果となった。
「虚偽記憶」とは、False Memoryの直訳としては正しいが、上記の述べてきたような、アメリカと日本の社会的・文化的な違いを考えると、あたかも「うその記憶」「うそつき」といったイメージが先行し、必ずしも適切ではなくなった。
そうした背景を踏まえて日本では、精神科医の斎藤学らが過誤記憶という新しい訳語を提唱した。また、それに従って「偽記憶症候群」も過誤記憶症候群と訳されている。これが日本における「過誤記憶」という概念の誕生である。
そのような理由から、「虚偽記憶」も「過誤記憶」も対応する英語はFalse Memoryとなっている。

## 現在の評価
法廷での実験のように、治療者がクライエントに捏造した事件を過去の外傷として植え込むことはできないとしても、クライエントが診察室で語ることすべてが、物証主義的観点から事実であるかといえば、そうではない。
同時に、限りある診察時間で治療者の理解を得ようとするあまり、自らが受けた被害を象徴化したり、簡略化したり、ときには拡大・誇張して述べることはある。また、語っているうちに事件の脈絡を変えて、自分を気の毒な被害者として扱ってもらおうと努力することもあるであろう。稀なケースとして、健忘（amnesia）の対極にある過剰記憶（hypermnesia）や作話（confabulation）が起こる場合もある。
これらはクライエントが過去に受けた外傷を「否定」するものではない。むしろ、なぜ記憶の叙述に関して、そのクライエントがわざわざ労力を使って、それら誇張や作話を行なっているのかに、臨床的な関心は向けられるべきであるとされる。
もっとも、誇張や作話が行なわれるときには、クライエントの意識状態の変化や、神経系統の随伴症状が伴うので、臨床家がそれを見逃すことは現実的にあまりないが、それでもなお事実関係の審理は司法の仕事であって、臨床家は叙述の真偽を見極めるのが仕事ではない。
以上のような現在の評価がありながらも、前述したように回復記憶療法は停止されている。外傷性のある出来事による記憶障害は精神障害の診断と統計の手引きのPTSDの診断マニュアルでは確認されるが、FMSのような症状は認められていない。